# Феодосий II (архиепископ Новгородский)

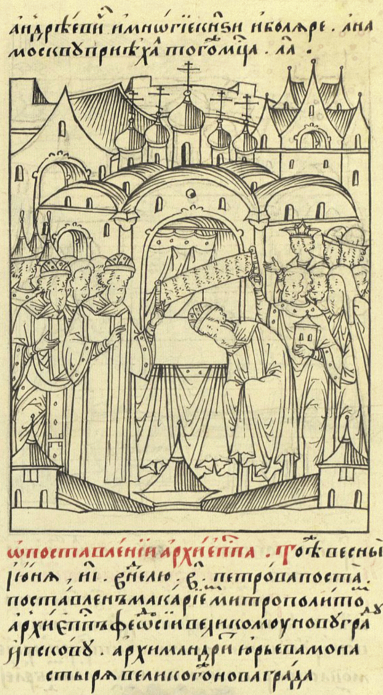
Митрополит Макарий посвящает Феодосия II в епископы новгородские

Архиепископ Феодосий (в схиме Феофил; 14911491 — 26 февраля 1563) — епископ Русской православной церкви, архиепископ Новгородский и Псковский, автор посланий, книгописец.

## Биография
Около 1523 года принял постриг в Иосифо-Волоколамском монастыре, где состоял клириком. Уже здесь он обратил на себя внимание великого князя, ибо по непосредственному распоряжению Василия III 21 ноября 1531 года Феодосий назначается игуменом Новгородского Хутынского монастыря.
Феодосий проявил себя рачительным настоятелем, построив в монастыре каменную церковь святого Георгия. Об авторитете его свидетельствует тот факт, что в 1539 году Хутынский настоятель входил в число кандидатов на вакантный митрополичий престол.
Вскоре, когда новгородский владыка Макарий возглавил Русскую церковь, Феодосий стал его преемником на архиепископской кафедре (с 18 июня 1542 года).
По инициативе Феодосия в 1544—1545 годы игумен Александро-Свирского монастыря Иродион написал Житие основателя обители Александра Свирского.
Активно поддерживал внешнюю политику правительства, воодушевляя Ивана Грозного на войну с Казанским ханством.
В 1551 году принимал участие в заседаниях Стоглавого собора.
В мае 1551 года царь свёл новгородского архиепископа с престола.
Доживал свои дни в Волоколамском монастыре. Уже на смертном одре он благословил игумена Волоколамского монастыря Леонида на участие в Полоцком походе. Скончался 26 февраля 1563 года.

## Сочинения
А. А. Зимин насчитывает 20 посланий и грамот, несомненно написанных Феодосием:
- Послание Ивану Шигоне Поджогину (1533 г.)
- Послание новгородскому архиепископу Макарию по поводу его приезда в Москву (январь 1535 г.)
- Грамота боярину В. Г. Морозову о холмогорских попах (около 1542 г.)
- Послание во Псков (1542—1551 гг.)
- Грамота в Корелу (15 января 1543 г.)
- Повольная грамота к митрополиту Макарию об избрании ростовского архиепископа Алексея (22 февраля 1543 г.)
- Грамота в Псково-Печерский монастырь об иноке Савватии (24 февраля 1543 г.)
- Грамота в Устюжну Железопольскую (август 1545 г.)
- Утешительное послание князю Андрею Дмитриевичу Ростовскому (сентябрь 1545 г.)
- Три послания Ивану IV по случаю Казанского похода (1545—1546 гг.)
- Грамота Ивану IV по поводу венчания на царство (до 16 января 1547)
- Послание Ивану IV с просьбой принять меры к прекращению корчемства в Новгороде (1547 г.)
- Послание неизвестному боярину с благодарностью за убережение софийских боярских детей от участия в Казанском походе (1547—1551 гг.)
- Послание Ивану IV по случаю Казанского похода (1547—1552 гг.)
- Грамота в Вотскую пятину (8 июня 1548 г.)
- Послание неизвестному игумену о голоде и пьянстве монахов (30 июня 1550 г.)
- Послание в защиту монастырского землевладения (около 1550 г.)
- Послание неизвестному вельможе (около 1563 г.)

Кроме того, А. А. Зимин считает Феодосия автором ещё двух посланий:
- Послание митрополиту Макарию (около 1550 г.)
- Послание Герману Полеву (после мая 1551 г.)

Новгородскому архиепископу приписывается, наконец, рассказ о чуде с новгородским священником Исайей, который относился без должного уважения к Иосифо-Волоколамскому монастырю.